# Jack Frost (australische Band)
Jack Frost war ein kurzlebiges australisches Musikduo, bestehend aus Steve Kilbey von The Church und Grant McLennan von den Go-Betweens.

## Geschichte
Das Duo nahm zunächst sein Debütalbum auf, das McLennans klassisches Songwriting mit Kilbeys Studioexperimenten vereinte. Insgesamt dauerte es drei Wochen, die 13 Stücke zu schreiben und aufzunehmen. Das zweite Album spielten die beiden unter Beteiligung des neuseeländischen Schlagzeugers Tim Powles ein, der später bei The Church einsteigen sollte.

## Stil
Zum Debütalbum beschrieb Penelope Layland von The Canberra Times die Musik als „mellow pop and delicate rock“ (deutsch „sanfter Pop und zarter Rock“).

## Diskografie
- 1990: Every Hour God Sends (Single; Red Eye Records, Polydor)
- 1990: Jack Frost (Album; u. a. Red Eye Records, Polydor, Arista Records)
- 1991: Thought That I Was Over You (Single; Red Eye Records, Polydor)
- 1996: Snow Job (Album, Karmic Hit, Beggars Banquet Records)